# Alampyris cretaria
Alampyris cretaria är en skalbaggsart som beskrevs av Bates 1885. Alampyris cretaria ingår i släktet Alampyris och familjen långhorningar. Inga underarter finns listade i Catalogue of Life.